# Bobby Speight
Robert Wilton Speight sr., detto Bobby (Raleigh, 7 ottobre 1930 – Richmond, 1º marzo 2007), è stato un cestista statunitense.

## Carriera
Disputò tre stagioni alla North Carolina State University (NCSU), divenendo uno dei più grandi giocatori di ogni epoca di NCSU sotto la guida del coach Everett Case, futuro membro del Naismith Hall of Fame. Venne nominato All-American nel 1952 e nel 1953.
Dopo il college venne selezionato al secondo giro del Draft NBA 1953 dai Milwaukee Hawks come 12ª scelta assoluta; tuttavia non giocò mai in NBA. Proseguì la carriera nei Phillips 66ers in Amateur Athletic Union, arruolandosi poi nello United States Army di stanza a Fort Bliss in Texas. Abbandonò quindi il mondo della pallacanestro e fondò un'azienda di autotrasporti (la E&S Contract Carrier) di cui fu presidente per 35 anni.